# Spirit of Ecstasy

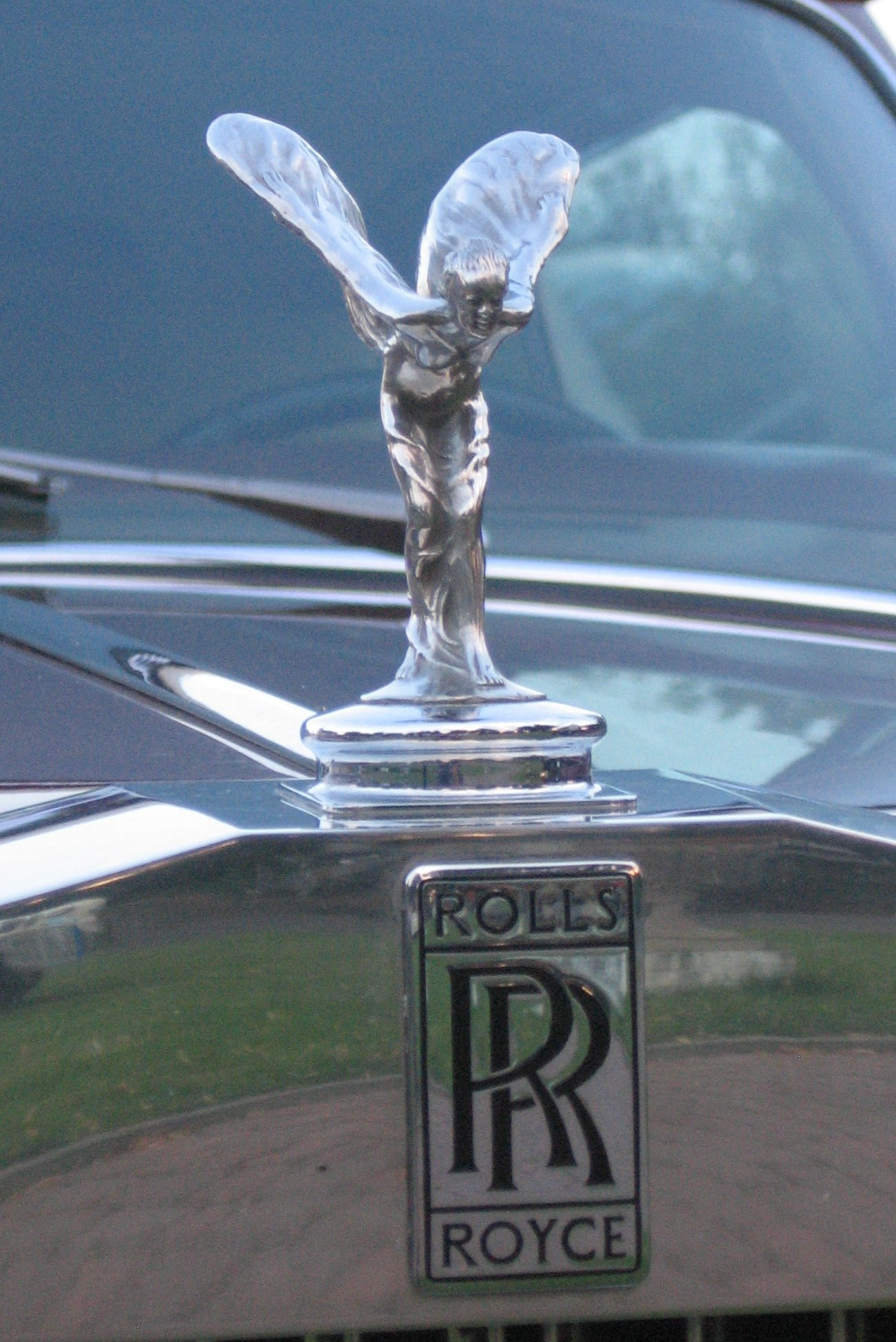
Spirit of ecstasy na Rolls-Royce Corniche

Spirit of ecstasy je soška, která je umístěná na kapotě všech vozidel automobilky Rolls-Royce. Patentována byla v únoru 1911 jako duševní vlastnictví společnosti Rolls-Royce. Inspirací sošce byla socha The Whisperer, která zpodobňovala Eleanor Thorntovou, sekretářku automobilového průkopníka Montagueho z Beulieu. Soška je dodávána ve třech provedeních.

## Historie

### The Whisper, předchůdce Spirit of ecstasy
The Whisper byla socha, kterou vytvořil sochař Charles Sykes. Zpodobňuje Eleanor Thorton, milenku sochaře a sekretářku průkopníka automobilismu, barona Montagueho z Beaulieu. Socha vznikla jako ozdoba baronova Rolls - Royce Silver Shadow z roku 1909. Na originální soše, na rozdíl od novodobé Spirit of Ecstasy, měla Eleanor prst na ústech, což mělo symbolizovat tajný vztah se sochařem. 

### Žádost o vznik Spirit of ecstasy
Socha The Whisper udělala dojem na  tehdejšího ředitele značky Rolls - Royce Caluda Johnosa, který sochaře požádal o upravení sošky tak, aby se hodila na automobil a mohla zdobit vozy Rolls-Royce ještě další desetiletí.

### První Spirit of Ecstasy
První Spirit of Ecstasy byla vysoká asi 18 centimetrů.  

### Moderní verze
Soška je dodávána ve třech provedeních - průhledné skleněné (křišťálové) s podsvícením, stříbrné a zlaté. Křišťálová a zlatá jsou za příplatek, stříbrná je v ceně. Soška má základ z leštěné oceli a je postříbřena, případně pozlacena. Je vysoká 3 palce (7,5 cm).

### Konceptuální verze
V dnešní době se Rolls-Royce snaží soustředit na moderní vzhled, neboť obsluhuje osoby po celém světě. Jednou verzí je i růžovo-zlatá varianta.

## Změny v průběhu času
Soška Spirit of ecstasy v historii celkem 11krát měnila vzhled a velikost.  V roce 1930 došlo k prvnímu snížení sošky. V roce 1934 vznikla soška klečící ženy, která byla určená na Phantom III vyráběný v letech 1936 - 1939. Montována však byla i do poválečných modelů Silver Dawn, Silver Wraith a Phantom IV. Výroba byla ukončena v roce 1959, poté už nikdy nebyla montována.

## "The rise"
The rise je systém, které zajišťuje vyjíždění sošky na kapotu z kapoty. Pokud soška není nahoře, je zakrytá stříbrnou krytkou. U nejnovějších vozů soška automaticky zajede, analyzuje-li automobil náraz a havárii. Cílem tohoto opatření je zajistit ochranu proti krádežím.

## Oslavy 100 let sošky
V roce 2011 uplynulo 100 let od vzniku první sošky Spirit of ecstasy. Každý Rolls-Royce vyrobený v tomto roce má na sošce text Spirit of Ecstasy Centenary – 2011. V Londýně se pak konala velká přehlídka většiny modelů vozidel Rolls-Royce.